# ヘレンハルメ美穂
ヘレンハルメ 美穂（ヘレンハルメ みほ、1975年 - ）は、スウェーデン在住の翻訳家。スウェーデン語書籍の日本語訳を手がけている。
1975年、神奈川県生まれ。国際基督教大学教養学部人文科学学科卒業（1998年）、パリ第三大学現代フランス文学専攻修士課程修了（2002年）、リンネ大学スウェーデン語学学士課程修了（2014年）。
フランス留学中に北欧文化と文学に関心を抱き、スウェーデン語と翻訳を学びはじめる。2006年よりスウェーデン在住。
世界的にベストセラーとなったスティーグ・ラーソンの「ミレニアム」三部作は日本語版が2008年12月から翌2009年7月にかけて刊行され、2009年のミステリー小説の各種ランキングで上位を飾った（週刊文春ミステリーベスト10：1位、ミステリが読みたい!：1位、このミステリーがすごい!：2位・9位・10位（3冊別々にランクイン）、翻訳ミステリー大賞の候補5作に入選など）。
2023年、翻訳を担当したニクラス・ナット・オ・ダーグの『1794』『1795』が第76回日本推理作家協会賞翻訳小説部門試行第1回を受賞した。

## 主な翻訳作品

### 小説
- アンデシュ・ルースルンド & ベリエ・ヘルストレム「エーヴェルト・グレーンス警部」シリーズ
  - 『制裁』ランダムハウス講談社文庫 (2007年) のちハヤカワ・ミステリ文庫
  - 『ボックス21』ランダムハウス講談社文庫 (2009年) のちハヤカワ・ミステリ文庫
  - 『死刑囚』RHブックス・プラス (2011年) のちハヤカワ・ミステリ文庫
  - 『地下道の少女』ハヤカワ・ミステリ文庫 (2019年)
  - 『三秒間の死角』角川文庫 (2013年)
  - 『三分間の空隙』ハヤカワ・ミステリ文庫 (2020年)
- マリー・ビエドゥー（英語版）『いくばくかの欲望を、さもなくば死を』早川書房 (2007年)
- スティーグ・ラーソンほか「ミレニアム」シリーズ
  - スティーグ・ラーソン『ドラゴン・タトゥーの女』早川書房 (2008年) - 岩澤雅利との共訳
  - スティーグ・ラーソン『火と戯れる女』早川書房 (2009年) - 山田美明との共訳
  - スティーグ・ラーソン『眠れる女と狂卓の騎士』早川書房 (2009年) - 岩澤雅利との共訳
  - ダヴィド・ラーゲルクランツ『蜘蛛の巣を払う女』早川書房 (2015年) - 羽根由との共訳
  - ダヴィド・ラーゲルクランツ『復讐の炎を吐く女』早川書房 (2017年) - 久山葉子との共訳
  - ダヴィド・ラーゲルクランツ『死すべき女』早川書房 (2019年) - 久山葉子との共訳
- ラーシュ・ケプレル「ヨーナ・リンナ刑事」シリーズ
  - 『催眠』ハヤカワ・ミステリ文庫 (2010年)
  - 『契約』ハヤカワ・ミステリ文庫 (2011年)
- アルネ・ダール『靄の旋律  国家刑事警察 特別捜査班』集英社文庫 (2012年)
- イェニー・ヤーゲルフェルト（スウェーデン語版）『わたしは倒れて血を流す』岩波書店STAMP BOOKS (2013年)
- アレクサンデル・セーデルベリ『アンダルシアの友』ハヤカワ・ポケット・ミステリ (2014年)
- M・ヨート（スウェーデン語版） & H・ローセンフェルト（英語版）「犯罪心理捜査官セバスチャン」シリーズ
  - 『犯罪心理捜査官セバスチャン』創元推理文庫 (2014年)
  - 『模倣犯』創元推理文庫 (2015年)
  - 『白骨』創元推理文庫 (2017年)
  - 『少女』創元推理文庫 (2017年)
- ヨアキム・サンデル（英語版）『スパイは泳ぎつづける』ハヤカワ文庫NV (2014年) 中村有以との共訳
- カーリン・アルヴテーゲン『バタフライ・エフェクト』小学館文庫 (2015年)
- クリスティーナ・オルソン（英語版）『シンデレラたちの罪』創元推理文庫 (2015年)
- エメリー・シェップ（英語版）『Ker 死神の刻印』集英社文庫 (2015年)
- アンデシュ・ルースルンド & ステファン・トゥンベリ（スウェーデン語版） 「熊と踊れ」シリーズ
  - 『熊と踊れ』ハヤカワ・ミステリ文庫 (2016年) 羽根由との共訳
  - 『兄弟の血―熊と踊れⅡ』ハヤカワ・ミステリ文庫 (2018年) 鵜田良江との共訳
- ニクラス・ナット・オ・ダーグ（スウェーデン語版）
  - 『1793』小学館 (2019年) 2022年に文庫化
  - 『1794』小学館文庫 (2022年)
  - 『1795』小学館文庫 (2022年)
- アストリッド・リンドグレーン『山賊のむすめローニャ』岩波書店 (2021年)

### 絵本
- スティーナ・ヴィルセン（英語版）「やんちゃっ子の絵本」シリーズ
  - 『だれのズボン?』クレヨンハウス (2011年)
  - 『だれがきめるの?』クレヨンハウス (2011年)
  - 『だれのおばあちゃん?』クレヨンハウス (2011年)
  - 『だれのちがでた?』クレヨンハウス (2012年)
  - 『だれがおこりんぼう?』クレヨンハウス (2012年)
  - 『だれがいなくなったの?』クレヨンハウス (2012年)
- マリア・ニルソン・トーレ（スウェーデン語版）『ペトラ』クレヨンハウス (2013年)
- ヨンナ・ビョルンシェーナ（スウェーデン語版）「おとうとうさぎ!」シリーズ
  - 『おばけイカにきをつけろ』クレヨンハウス (2015年)
  - 『うんがよくなりますように』クレヨンハウス (2019年)
  - 『おばけでんしゃだ』クレヨンハウス (2020年)
  - 『うちゅうじんだぞ』クレヨンハウス (2021年)
  - 『ミイラのなぞをとけ』クレヨンハウス (2022年)

### ノンフィクション
- フランソワ・ドラマール & ベルナール・ギノー『色彩 ――色材の文化史』創元社 「知の再発見」双書 (2007年) 監修：柏木博
- ヘンリック・フェキセウス（英語版）『イヤになるほど人の心が読める』サンマーク出版 (2011年) フレムリング和美との共訳
- ベア・ウースマ（英語版）『北極探検隊の謎を追って -人類で初めて気球で北極点を目指した探検隊はなぜ生還できなかったのか-』青土社 (2021年)
- マッティン・ヘードベリ（スウェーデン語版）『世界の天変地異 : 本当にあった気象現象』日経ナショナルジオグラフィック (2021年)
- スヴェン・リンドクヴィスト（英語版）『すべての野蛮人を根絶やしにせよ : 『闇の奥』とヨーロッパの大量虐殺（スウェーデン語版）』青土社 (2023年)